# Marcelle Dormoy
Marcelle Dormoy (nata Marie-Léonie Graftieaux; Parigi, 1895 – Pau, 1976) è stata una stilista francese di alta moda, nota anche per la dichiarazione di suo nipote secondo cui avrebbe avuto un figlio da Edoardo VIII, re del Regno Unito.

## Biografia
Marcelle Dormoy nacque a Parigi nel 1895 come Marie-Léonie Graftieaux, nome che abbandonò dopo la nascita di suo figlio nel 1916.
Iniziò la sua carriera come mannequine per lo stilista Paul Poiret, a cui attribuì il merito di averle fatto comprendere il corpo femminile. 
Nel 1915 rimase incinta e il 5 giugno 1916 diede alla luce un figlio che chiamò Pierre-Eduard. La nascita del bambino venne registrata solo un anno dopo, il 15 ottobre 1917, e sul cerificato di nascita il padre risulta ignoto. Nello stesso periodo iniziò una sua propria attività di sartoria.
Durante gli anni '20 la Dormoy collaborò con importanti stilisti dell'epoca, come Madeleine Vionnet, Jacques Griffe e Marcelle Chaumont. Diresse il laboratorio di Vionnet fino a quando riuscì ad avviare una propria casa di moda nel dicembre 1928, sebbene la data sia oggetto di controversie, variando fra il 1927 e il 1934. 
Nel 1937, fu ritratta da Marie Laurencin, che accettò una sua pelliccia come pagamento. Il ritratto è stato venduto dalla casa d'aste svizzera Dobiaschofsky nel 2013.
Durante la seconda guerra mondiale la Dormoy visse a Biarritz con Jean Patou, prima di rientrare a Parigi. Continuò la sua attività anche durante l'occupazione tedesca, vestendo fra gli altri l'attrice Edwige Feuillère. Nel febbraio 1946 la rivista Collier's le dedicò un articolo, notando come fosse stata una delle prime stiliste del dopoguerra a vendere ad acquirenti americani. Nell'articolo, i modelli della Dormoy venivano descritti come semplici, senza fronzoli e dalle linee fluide. 
Marcelle Dormoy chiuse la sua attività nel 1950 e si ritirò a vita privata, vivendo per un breve periodo a New York per poi tornare in Francia. Morì nel 1976 a Pau.
Dopo la sua morte, uno dei suoi abiti, un modello da sera del 1948 donato dal figlio e dalla nuora, fu esposto al Musée Galliera.

## Pretesa di relazione con Edoardo VIII del Regno Unito
Secondo il nipote della Dormoy, François, figlio di Pierre-Eduard, suo nonno sarebbe stato l'allora Principe di Galles Edoardo (futuro re Edoardo VIII del Regno Unito), all'epoca in visita a Parigi. 
Secondo il nipote, al momento della nascita di suo figlio la Dormoy ricevette una sostanziosa somma di denaro di provenienza sconosciuta, con cui si creò una nuova identità e che le permise di avviare la sua sartoria. Secondo la ricostruzione di François, quel denaro fu pagato da Edoardo in cambio del silenzio di sua nonna sulla loro relazione. Inoltre, questa avrebbe confidato al figlio che suo padre era "un uomo importante che non avrebbe mai potuto sposarmi",  e avrebbe occasionalmente fatto riferimento al nome di "Edoardo".
Più tardi, alla nascita dello stesso François, la Dormoy e la nuora ricevettero in dono, sempre da ignoti, un bracciale con orologio di diamanti, realizzato da Van Cleef & Arpels. Il modello era quello disegnato personalmente da Edoardo VIII per sua moglie Wallis Simpson e a loro commissionato e il valore era tale che nessuna loro conoscenza potesse permetterselo.
Attualmente, le pretese di François non hanno ricevuto alcuna convalida dalla Famiglia Reale Britannica.